# Väster-Kyrktjärnen
Väster-Kyrktjärnen är en sjö i Strömsunds kommun i Ångermanland och ingår i Ångermanälvens huvudavrinningsområde.